# Adiantum villosum
Adiantum villosum là một loài thực vật có mạch trong họ Adiantaceae. Loài này được Carl von Linné miêu tả khoa học đầu tiên năm 1759.